# Eunice guildingi
Eunice guildingi är en ringmaskart som beskrevs av Baird 1869. Eunice guildingi ingår i släktet Eunice och familjen Eunicidae. Inga underarter finns listade i Catalogue of Life.